# FIDE
FIDE (Fédération Internationale des Échecs) (engelsk International Chess Federation) er den internationale skak-organisation. FIDE har de nationale skak-organisationer som medlemmer, fra Danmark således Dansk Skak Union. FIDE arrangerer Skakolympiade, Verdensmesterskabet i skak og er siden 1999 medlem af Den Internationale Olympiske Komite.

## Historie
FIDE blev stiftet den 20. juli 1924 i forbindelse med en amatørturnering for landshold under OL i Paris. Turneringen blev også kaldt OL i skak (ikke at forveksle med FIDE's senere Skakolympiader). FIDE startede nærmest som en "fagforening" for skakspillere og havde de første år hverken indflydelse eller penge.

### Skakolympiader
I forbindelse med FIDEs 3. kongres i Budapest 1926 forsøgte man for første gang at etablere en holdturnering for landshold, men invitationerne kom så sent ud, at kun fire lande deltog. Derfor regnes den 1. Skakolympiade fra året efter i London. Frem til 2. verdenskrig blev der holdt kongresser og turnering noget oftere end hvert andet år. Efter 2. verdenskrig holdt man sig til hvert andet år. I 1950 blev navnet Skakolympiade officielt, indtil da havde været det populære navn for turneringen, som hed Nationsturneringen eller Verdensmesterskabet i Skak for Hold.

### Verdensmesterskabet
FIDE ønskede tidligt at få indflydelse på afholdelse af verdensmesterskabet. Indtil da havde VM været en privat begivenhed, hvor det drejede sig om at rejse tilstrækkelig kapital til at udfordre den regerende mester, som endda stadig væk kunne tillade sig at sige nej. Alexander Aljechin, som tog titlen fra José Raúl Capablanca i 1927, deltog i kongressen i 1928 og gik ind på at verdensmesterskabet fremover skulle høre under FIDE, men man nåede aldrig at finde et kvalifikationssystem til titelmatcherne før 2. verdenskrig brød ud og gjorde FIDE inaktivt.

#### Den første FIDE-verdensmester
Da Aljechin døde i 1946 stod man uden verdensmester. Det blev besluttet at gennemføre en turnering med de otte deltagere fra superturneringen AVRO i Amsterdam 1938. Af dem var mestrene Aljechin og Capablanca døde, Sovjetunionen, som var skakkens nye stormagt, bad om at måtte sætte Vasilij Smyslov ind i stedet for Salo Flohr og amerikaneren Reuben Fine valgte at trække sig, fordi han var i gang med at færdiggøre sine studier i psykologi. Derfor havde man kun fem deltagere: Smyslov, Paul Keres og Mikhail Botvinnik fra Sovjetunionen, den tidligere verdensmester Max Euwe fra Holland og Samuel Reshevsky fra USA. Turneringen, som blev afholdt i 1948, blev vundet sikkert af Botvinnik.
Derefter indførte man et system, hvor man kunne kvalificere sig fra nationale mesterskaber til zoneturneringer, videre til interzoneturneringer og endelig en kandidatturnering, hvor man afgjorde, hvem der skulle udfordre verdensmesteren. Frem til Botvinnik tabte sin titel til Tigran Petrosian i 1963 havde verdensmesteren ret til en returmatch, hvis han tabte titlen, noget Botvinnik havde gavn af to gange mod hhv. Smyslov og Mikhail Tal. Ifølge Jurij Averbakh, en prominent skikkelse i Sovjet-skakken og tidligere sekundant for Botvinnik, var det Botvinnik personligt eller hans venner, som havde fået gennemtrumfet returmatcherne og desuden begrænset modstanden fra andre spillere fra Sovjetunionen ved at begrænse antallet af deltagere fra samme land i kandidatturneringerne.

#### Ændret kandidatsystem
Amerikaneren Bobby Fischer, som senere gjorde sig endnu mere markant bemærket, var årsag til en anden ændring i systemet. Efter Kandidatturneringen 1962 i Curacao, påstod han, at de sovjetiske deltagere Petrosian, Keres og Efim Geller havde aftalt indbyrdes remiser, samt at Viktor Kortsjnoj skulle tabe til de tre øvrige. Fischer endte som nr. fire langt efter Petrosian, Keres og Geller. Averbakh har siden bekræftet, at disse tre privat havde aftalt at spille remis for ikke at skulle bruge for mange kræfter i den to måneder lange turnering. FIDE besluttede efter Fischers klage at ændre kandidatturneringen fra en alle-mod-alle-turnering til en knockout-turnering.

#### Første FIDE-verdensmester uden for Sovjetunionen
Bobby Fischer fravalgte i 1969 deltagelsen i det amerikanske mesterskab, og da mesterskabet fungerede som zoneturnering, havde han dermed fraskrevet sig muligheden for at udfordre Boris Spasskij i den VM-cyklus. Men stormester Pal Benko og andre amerikanske spillere opgav deres deltagelse i interzoneturneringen for at Fischer kunne deltage. FIDE-præsidenten, den tidligere verdensmester Max Euwe, tolkede reglerne tilpas frit, til at det kunne lade sig gøre. Resultatet var, at Fischer slog sig igennem til titelmatchen mod Spasskij, som han slog i den berømte match i Reykjavik i 1972.
Da Anatolij Karpov i 1975 havde vundet retten til at udfordre Fischer, ville denne ikke spille med det eksisterende matchformat (24 partier, mesteren bliver siddende ved uafgjort), men kun efter sit eget forslag. Det ville FIDE ikke gå med til, og Karpov blev verdensmester uden kamp.

#### Splittelse og genforening af verdensmesterskabstitel
I 1993 stiftede den regerende FIDE-verdensmester, Garri Kasparov, og vinderen af kandidatturneringen i 1992, britiske Nigel Short, deres egen organisation Professional Chess Association (PCA), idet de ikke mente, at FIDE havde skaffet dem tilstrækkeligt favorable økonomiske vilkår til deres titelmatch. FIDE reagerede med at afsætte Kasparov som verdensmester og fjerne de to spillere fra de officielle ranglister. I stedet arrangerede de en titelmatch mellem de to, Short havde slået i semifinalen og finalen af kandidatturneringen, Anatolij Karpov og hollandske Jan Timman. 
Karpov og Kasparov vandt deres respektive matcher, og der var hermed to, der kaldte sig verdensmester på samme tid. Kasparov har senere erkendt, at splittelsen var en fejl, da det gav problemer med sponsorer og de øvrige skakstormestre, som ikke støttede op om PCA, som han havde håbet på.
Karpov holdt sin titel via to matcher – mod Gata Kamsky og Viswanathan Anand – frem til 1999, hvor han opgav at forsvare den i vrede over FIDEs nye system, hvor man afskaffede det gamle kvalifikations- og match-system til fordel for et kæmpearrangement, hvor en stor mængde af verdens bedste spillere mødes i en cupturnering med korte matcher og kort tidskontrol. Desuden skal den regerende verdensmester kvalificere sig som alle andre.
Der kom flere forsøg på at genforene verdensmesterskabet under en titel. som dog løb ud i sandet, da Kasparov enten ikke kunne godkende det økonomiske grundlag eller ikke ville acceptere at skulle kvalificere sig til en titelmatch. Han mistede i 2000 sin titel til Vladimir Kramnik, men heller ikke denne ville igennem en kvalifikationsserie for at nå frem til VM-matchen.
Endelig i 2006 fik man gennemført en genforeningsmatch mellem Kramnik og FIDE-verdensmesteren Veselin Topalov, som Kramnik vandt.

### Stormester og andre titler
De første stormestertitler blev uddelt i 1914 af zar Nikolaj 2. af Rusland til de fem øverst placerede ved en turnering i Skt. Petersborg. FIDEs stormestertitel også kaldet Grandmaster (GM) blev indført i 1950 og blev i første omgang tildelt 17 spillere. Ved samme lejlighed fik man også indført titlen International Master (IM) og Woman International Master (WIM).
Fra 1957 indførte man et system af normer, så man kunne kvalificere sig til ærestitlerne gennem sine turneringsresultater.

### Rating efter Elo-systemet
I 1971 indførte FIDE de første officielle rating-lister. Man anvender den såkaldte Elo-rating (opkaldt efter systemets opfinder Arpad Elo), hvor man kan aflæse to spilleres relative styrke af deres ratingtal. Hver måned udgiver FIDE en oversigt over de stærkeste spillere i verden.

## FIDEs præsidenter[4]
- 1924–1939 : Alexander Rueb  Holland
- 1939-1946 : Augusto de Muro  Argentina
- 1946-1949 : Alexander Rueb  Holland
- 1949–1970 : Folke Rogard  Sverige
- 1970–1978 : Max Euwe  Holland
- 1978–1982 : Friðrik Ólafsson  Island
- 1982–1995 : Florencio Campomanes  Filippinerne
- 1995–2018 : Kirsan Iljumsjinov  Rusland
- 2018-2026 : Arkady Dvorkovich  Rusland